# Karim Zedadka
Karim Zedadka (Pertuis, 9 juni 2000) is een Frans voetballer met Algerijnse roots die onder contract ligt bij SSC Napoli.

## Carrière

### Jeugd
Zedadka ruilde in 2018 de jeugdopleiding van OGC Nice voor die van SSC Napoli. In de seizoenen 2018/19 en 2019/20 speelde hij met de U19 van de club in de Campionato Primavera 1. In het seizoen 2018/19 speelde hij ook vier wedstrijden voor de club in de UEFA Youth League, op de vierde speeldag van de groepsfase kwam hij tegen Paris Saint-Germain (2-5-verlies) zelfs tot scoren.

### SS Cavese 1919
In oktober 2020 leende Napoli hem uit aan de Italiaanse derdeklasser SS Cavese 1919. Zedadka speelde vijf wedstrijden voor de club in de Serie C en liep daarna een blessure op. Als gevolg van die blessure werd zijn uitleenbeurt in februari 2021 vroegtijdig stopgezet.

### Sporting Charleroi
In augustus 2021 werd hij een tweede keer uitgeleend, ditmaal aan de Belgische eersteklasser Sporting Charleroi. De Henegouwers bedongen ook een aankoopoptie in het huurcontract. Zedadka maakte op 28 augustus 2021 zijn officiële debuut voor de club: in de competitiewedstrijd tegen Beerschot VA (5-2-winst) viel hij in de 83e minuut in. Ook in de zes daaropvolgende competitiewedstrijden viel hij in. 
Op 27 oktober 2021 kreeg hij in de bekerwedstrijd tegen Lommel SK, die Charleroi na strafschoppen verloor, zijn eerste basisplaats van trainer Edward Still. Drie dagen later kreeg hij op de dertiende competitiespeeldag tegen KAS Eupen (3-0-winst) ook zijn eerste basisplaats in de Jupiler Pro League. In de blessuretijd werd hij naar de kant gehaald. Het was meteen de laatste keer dat hij een (quasi) volledige wedstrijd speelde voor Charleroi: tegen Union Sint-Gillis werd hij na 58 minuten gewisseld, en tegen RSC Anderlecht en OH Leuven was hij opnieuw invaller. Vanaf de jaarwisseling verdween hij uit beeld, waarna zijn uitleenbeurt in maart 2022 vervroegd werd stopgezet.

## Erelijst
| Kampioen Serie A | 1× | 2022/23 |